# ادگار چاکون
ادگار چاکون (اسپانیایی: Edgar Chacón‎; ۳۰ مارس ۱۹۴۵ – ۱۳ اوت ۲۰۰۵) بازیکن فوتبال اهل گواتمالا بود.
از باشگاه‌هایی که در آن بازی کرده است می‌توان به باشگاه فوتبال مونیسیپال اشاره کرد.
وی همچنین در تیم ملی فوتبال گواتمالا بازی کرده است.